# 2 euro commemorativi emessi nel 2021
| Immagine | Paese              | Tema | Tiratura   | Emissione         |
| --- | ------------------ | --- | ---------- | ----------------- |
| | Portogallo         | Turno di Presidenza del Consiglio dell'Unione europea tenuto dal Portogallo                                            | 500.000    | 4 gennaio 2021    |
| Descrizione: il disegno rappresenta il legame tra la capitale del Portogallo e le altre capitali europee mediante una mappa con la dicitura «PRESIDÊNCIA DO CONSELHO DA UNIÃO EUROPEIA PORTUGAL 2021» (PRESIDENZA DEL CONSIGLIO DELL’UNIONE EUROPEA PORTOGALLO 2021). Sull’anello esterno della moneta figurano le 12 stelle della bandiera dell’Unione europea. |                    | |            |                   |
| | San Marino         | 450º anniversario della nascita di Michelangelo Merisi, detto il Caravaggio                                            | 54.000     | 1º marzo 2021     |
| Descrizione: il disegno raffigura la «Maddalena Penitente», un particolare dell’omonima opera del Caravaggio conservata alla galleria Doria Pamphilj di Roma. Nella parte superiore sinistra è riportata la dicitura «SAN MARINO», sotto la quale figurano le date «1571-2021». A sinistra figurano le iniziali («SP») dell’autrice Silvia Petrassi. Nella parte superiore destra figurano la dicitura «CARAVAGGIO» e il marchio della zecca. Sull’anello esterno della moneta figurano le 12 stelle della bandiera dell’Unione europea. |                    | |            |                   |
| | Spagna             | Città storica di Toledo 12ª moneta della serie dedicata ai siti spagnoli Patrimonio dell'umanità UNESCO                | 4.000.000  | 10 marzo 2021     |
| Descrizione: il disegno raffigura uno scorcio della Puerta del Sol e un dettaglio de «La Sinagoga del Tránsito». Entrambi gli edifici sono stati costruiti nel quattordicesimo secolo in stile mudéjar. A sinistra in lettere maiuscole la parola «ESPAÑA» e il millesimo «2021». In alto a destra il marchio della zecca. Sull’anello esterno della moneta figurano le 12 stelle della bandiera dell’Unione europea. |                    | |            |                   |
| | Francia            | 75º anniversario dell’UNICEF                                                                                           | 7.500.000  | 16 marzo 2021     |
| Descrizione: il disegno raffigura un’allegoria del lavoro dell’UNICEF in cui le mani costituiscono un elemento chiave. Una dopo l’altra si susseguono per sostenere il globo e collegare le diverse aree della Terra. L’indicazione del 75º anniversario e i rami d’alloro coronano l’insieme, accompagnati dall’acronimo RF. Sul bordo superiore sono inseriti il nome «UNICEF», le date pertinenti e il motto dell’UNICEF «Per ogni bambino». Sull’anello esterno della moneta figurano le 12 stelle della bandiera dell’Unione europea. |                    | |            |                   |
| | Finlandia          | Giornalismo e comunicazione aperta a sostegno della democrazia finlandese                                              | 800.000    | 14 aprile 2021    |
| Descrizione: le figure rappresentate nella parte interna della moneta possono essere interpretate come figure umane stilizzate, costituite da un nastro e, al contempo, intrecciate in una rete dello stesso. La parte esterna del tondello della moneta reca l’iscrizione «JOURNALISMI JOURNALISTIK». In basso, nella parte interna, figura il testo «2021 FI» preceduto dal marchio della zecca finlandese. Sull’anello esterno della moneta figurano le 12 stelle della bandiera dell’Unione europea. |                    | |            |                   |
| | Lussemburgo        | 100º anniversario della nascita del granduca Giovanni                                                                  | 320.000    | 19 aprile 2021    |
| Descrizione: il disegno raffigura, sul lato sinistro, l’effigie del Granduca Jean e, sul lato destro, l’effigie del Granduca Henri. Accanto alle effigi è specificato il nome di ciascun Granduca e accanto a quella del Granduca Jean anche l’anno di nascita «1921». Sotto le effigi è rappresentata la sagoma della città di Lussemburgo. A sinistra è riportato in forma circolare il testo «GROUSSHERZOGE VU LËTZEBUERG», che designa anche il paese di emissione. L’anno di emissione «2021» figura in basso a destra. Sull’anello esterno della moneta figurano le 12 stelle della bandiera dell’Unione europea. |                    | |            |                   |
| | Lussemburgo        | 40º anniversario di matrimonio del granduca Enrico con Maria Teresa                                                    | 320.000    | 19 aprile 2021    |
| Descrizione: il disegno raffigura le effigi del Granduca Henri e della Granduchessa Maria Teresa. Sotto le effigi sono rappresentate due fedi nuziali precedute dalla data del matrimonio «14 FEBBRAIO 1981» e seguite dall’anno di emissione «2021». Sotto è incisa la denominazione del paese di emissione «LETZEBUERG». Sull’anello esterno della moneta figurano le 12 stelle della bandiera dell’Unione europea. |                    | |            |                   |
| | Grecia             | 200º anniversario della Guerra d'indipendenza greca                                                                    | 1.500.000  | 22 aprile 2021    |
| Descrizione: il disegno raffigura la bandiera greca al centro, circondata da rametti d’alloro. Sul bordo interno sono iscritte le diciture «1821 – 2021 200 ANNI DALLA RIVOLUZIONE GRECA» e «REPUBBLICA ELLENICA». In basso, tra due rametti d’alloro, figurano una palmetta (marchio della zecca greca) e la firma dell’artista (George Stamatopoulos). Sull’anello esterno della moneta figurano le 12 stelle della bandiera dell’Unione europea. |                    | |            |                   |
| | Germania           | Presidenza alla Sassonia-Anhalt al Bundesrat: Duomo di Magdeburgo 15ª moneta della I serie dedicata ai Länder tedeschi | 30.000.000 | 10 maggio 2021    |
| Descrizione: il disegno raffigura la cattedrale di Magdeburgo, la prima cattedrale gotica costruita in territorio tedesco. Sempre nella parte interna figurano, in basso, il nome «SACHSEN-ANHALT» e il codice del paese di emissione «D», a sinistra, il marchio della zecca corrispondente («A», «D», «F», «G» o «J») e l’anno di emissione «2021» e, a destra, il marchio dell’incisore. Sull’anello esterno della moneta figurano le 12 stelle della bandiera dell’Unione europea. |                    | |            |                   |
| | Portogallo         | Squadra portoghese che parteciperà ai Giochi olimpici di Tokyo 2020                                                    | 500.000    | 18 maggio 2021    |
| Descrizione: Il disegno, che raffigura i simboli del Comitato olimpico portoghese, aveva ottenuto l’approvazione del Consiglio nel 2020, in quanto l’emissione della moneta era stata inizialmente prevista per la metà del 2020. Tuttavia, la Casa da Moeda e il Comitato olimpico hanno convenuto di posticiparne l’emissione tenendo conto del nuovo calendario dei Giochi che, a causa della pandemia di COVID-19, si sono svolti dal 23 luglio all’8 agosto 2021. Per questo motivo sono stati aggiornati alcuni dettagli del disegno, in particolare l’anno 2020 è stato abbreviato e reso a due cifre (utilizzando un apostrofo: «Tóquio’20»), seguito dall’anno di emissione, il 2021, e infine dal nome dell’autore che appare accanto al marchio della zecca. Sull’anello esterno della moneta figurano le 12 stelle della bandiera dell’Unione europea. |                    | |            |                   |
| | Lituania           | Programma «L’uomo e la biosfera» dell’UNESCO, riserva della biosfera di Žuvintas                                       | 500.000    | 19 maggio 2021    |
| Descrizione: il disegno raffigura l’ambiente caratteristico della riserva della biosfera di Žuvintas, che appartiene alla rete mondiale di riserve della biosfera del programma «L’uomo e la biosfera» dell’UNESCO: le isole remote di un lago con un’avifauna unica e la più grande zona umida della Lituania con la sua fauna caratteristica. Sullo sfondo si vede un tarabuso che si protende verso un ululone dal ventre rosso che galleggia nell’acqua. Tra i giunchi raffigurati a destra si vedono un pagliarolo e, in alto, uno stormo di gru e un cigno reale che simboleggiano l’istituzione della riserva. Il disegno è circondato dalle iscrizioni LIETUVA (LITUANIA), ŽUVINTAS, UNESCO, l’anno di emissione (2021) e il marchio della zecca lituana. Il disegno è stato realizzato da Eglė Ratkutė ed Ernestas Žemaitis. Sull’anello esterno della moneta figurano le 12 stelle della bandiera dell’Unione europea. |                    | |            |                   |
| | Estonia            | Popoli ugrofinnici | 1.000.000  | 16 giugno 2021    |
| Descrizione: la faccia nazionale della moneta mostra una riproduzione delle pitture rupestri del lago di Äänisjärv. I simboli del cacciatore, dell’alce, dell’uccello d’acqua e del sole rappresentano per i popoli ugrofinnici il cerchio simbolico della vita. La figura centrale è l’uccello d’acqua che è rappresentato nell’arte e nel folclore di tutti i popoli ugrofinnici. In alto a destra figura in semicerchio il nome del paese «EESTI» seguito dall’anno «2021». In basso a sinistra figura l’iscrizione «FENNO-UGRIA» Sull’anello esterno della moneta figurano le 12 stelle della bandiera dell’Unione europea. |                    | |            |                   |
| | Città del Vaticano | 450º anniversario della nascita di Michelangelo Merisi, detto il Caravaggio                                            | 86.000     | 25 giugno 2021    |
| Descrizione: il disegno raffigura un fanciullo con un canestro di frutta, un dipinto opera del Caravaggio. Nella parte superiore, in semicerchio, figura il nome del paese di emissione «CITTÀ DEL VATICANO». A sinistra è riportato il marchio della zecca «R». Nella parte inferiore è riportata la dicitura «CARAVAGGIO», sotto la quale figurano gli anni «1571-2021». Nella parte inferiore destra sono riportate le iniziali dell’artista Chiara Principe («CP»). Sull’anello esterno della moneta figurano le 12 stelle della bandiera dell’Unione europea. |                    | |            |                   |
| | Belgio             | 100º anniversario dell'Unione Economica belgo-lussemburghese                                                           | 155.000    | 7 luglio 2021     |
| Descrizione: la moneta commemora l’Unione doganale e monetaria destinata a rafforzare la cooperazione e l’integrazione tra i due paesi. L’Unione fu firmata il 25 luglio 1921 per un primo periodo della durata di 50 anni. Negli anni successivi furono quindi firmati diversi nuovi protocolli al fine di prorogarne la durata. L’ultimo protocollo firmato tra i due paesi risale al 18 dicembre 2002. La faccia nazionale della moneta raffigura le effigie del re del Belgio Philippe I e del Granduca Henri del Lussemburgo. Sono inoltre raffigurati i due paesi con il riferimento all’Unione economica e la menzione degli anni 1921 e 2021. Poiché sarà la zecca reale dei Paesi Bassi a coniare le monete, nella parte inferiore figurano il caduceo, segno della zecca di Utrecht, oltre allo stemma del comune di Herzele, segno del direttore della zecca del Belgio. Vi figurano inoltre le iniziali «LL» di Luc Luycx, autore del disegno della moneta. Sull’anello esterno della moneta figurano le 12 stelle della bandiera dell’Unione europea. |                    | |            |                   |
| | Malta              | Eroi della Pandemia di COVID-19                                                                                        | 60.000     | 2 agosto 2021     |
| Descrizione: il disegno, opera di Maria Anna Frisone, rappresenta due professionisti del settore medico che si preparano ad affrontare l’ignoto. La moneta vuole tributare un omaggio alle persone che, dando prova di grande altruismo, sono state in prima linea nella lotta contro la pandemia di COVID-19. In alto, a semicerchio, è riportata la dicitura «HEROES OF THE PANDEMIC». In basso, a semicerchio, è riportata la dicitura «MALTA – 2021». Sull’anello esterno della moneta figurano le 12 stelle della bandiera dell’Unione europea. |                    | |            |                   |
| | Finlandia          | 100º anniversario dell'autogoverno delle Isole Åland                                                                   | 800.000    | 13 agosto 2021    |
| Descrizione: il tema della moneta è un’incisione in rilievo dell’arcipelago. La parte inferiore del disegno rappresenta un tratto di mare, segnali nautici, la prua di una barca e una mano che sostiene una bussola. La parte mediana del disegno rappresenta un orizzonte marino e quella superiore il cielo e le nuvole. Nella parte bassa della moneta figura, in semicerchio, la dicitura «100 ANNI DI AUTONOMIA DELLE ISOLE ÅLAND» in lingua finlandese. Nella parte alta della moneta figura, in semicerchio, la dicitura «100 ANNI DI AUTONOMIA DELLE ISOLE ÅLAND» in lingua svedese. Al centro figurano due boe marine a forma di diamante, una a sinistra e l’altra a destra. Sopra le boe sono riportate a destra l’iscrizione «2021 FI» e a sinistra il marchio della zecca finlandese. Sull’anello esterno della moneta figurano le 12 stelle della bandiera dell’Unione europea. |                    | |            |                   |
| | Italia             | 150º anniversario dell'istituzione di Roma capitale d'Italia                                                           | 3.000.000  | 16 agosto 2021    |
| Descrizione: il disegno raffigura un particolare della dea Roma, scultura di Angelo Zanelli inserita al centro dell’Altare della Patria, una grande ara votiva dedicata alla nazione italiana incastonata nel complesso del Vittoriano a Roma. In alto, la scritta «ROMA CAPITALE»; a destra, le date «•1871•2021•», rispettivamente anno della proclamazione di Roma capitale d’Italia e anno di emissione della moneta; a sinistra «RI», acronimo della Repubblica italiana, e «R», identificativo della Zecca di Roma; in esergo «UP», iniziali dell’autrice Uliana Pernazza. Sull’anello esterno della moneta figurano le 12 stelle della bandiera dell’Unione europea. |                    | |            |                   |
| | San Marino         | 550º anniversario della nascita di Albrecht Dürer                                                                      | 54.000     | 27 agosto 2021    |
| Descrizione: il disegno raffigura la Vergine Maria con il Bambino Gesù, un dettaglio del dipinto «Madonna con Bambino» conservato alla Galleria degli Uffizi di Firenze. Nella parte sinistra figurano la dicitura «SAN MARINO» e il marchio «R» della zecca. In alto a destra figura il monogramma «AD», le iniziali di Albrecht Dürer e sempre a destra la dicitura «DÜRER». Nella parte inferiore figurano le iniziali dell’autore Valerio de Seta («VdS») e gli anni «1471-2021». Sull’anello esterno della moneta figurano le 12 stelle della bandiera dell’Unione europea. |                    | |            |                   |
| | Lituania           | Dzūkija 3ª moneta della serie dedicata alle Regioni della Lituania                                                     | 500.000    | 9 settembre 2021  |
| Descrizione: Il disegno raffigura uno stemma con un soldato che indossa un’armatura e regge un’alabarda nella mano destra, mentre il braccio sinistro è appoggiato a uno scudo baltico di argento. Lo stemma, sorretto da due linci, è appoggiato su una trave alla quale è appeso un nastro con l’iscrizione in latino EX GENTE BELICOSISSIMA POPULUS LABORIOSUS (DA GENTE GUERRIERA A POPOLO OPEROSO). Il disegno è circondato dalle iscrizioni LIETUVA (LITUANIA) e DZŪKIJA, l’anno di emissione (2021) e il marchio della zecca lituana. Il disegno è stato realizzato da Rolandas Rimkūnas. Sull’anello esterno della moneta figurano le 12 stelle della bandiera dell’Unione europea. |                    | |            |                   |
| | Francia            | Sport: Maratoneta - Monumento: Torre Eiffel 1ª moneta della serie dedicata alle Olimpiadi di Parigi 2024               | 510.000    | 21 settembre 2021 |
| Descrizione: dal 1896, data della loro «creazione» da parte del francese Pierre de Coubertin, i Giochi olimpici dell’era moderna costituiscono un evento senza precedenti che si è tenuto ininterrottamente da allora con l’eccezione del periodo delle guerre mondiali. Dopo le due precedenti edizioni, organizzate rispettivamente in Brasile e Giappone, le olimpiadi estive tornano in Europa e sarà la città di Parigi a organizzare questo evento di forte risonanza internazionale un secolo dopo i giochi del 1924. Per celebrare il conto alla rovescia verso i Giochi olimpici di Parigi 2024, la Monnaie de Paris propone in una serie di monete una combinazione di Parigi e del patrimonio numismatico francese, così da accrescere gradualmente l’intensità negli anni che precedono l’evento. Il disegno raffigura Marianne, figura nazionale e icona della numismatica francese, impegnata in uno sprint «vecchio» stile che intende richiamarsi ai Giochi olimpici dell’antichità. La silhouette si sovrappone alla torre Eiffel, elemento fondamentale del patrimonio parigino, per formare un asse comune con la signora di ferro. Sullo sfondo è raffigurata una pista di atletica sul cui lato sinistro è inserito il logo di Parigi 2024. Sotto l’arco della torre figurano l’anno, l’acronimo RF e i marchi della zecca. Sull’anello esterno della moneta figurano le 12 stelle della bandiera dell’Unione europea. |                    | |            |                   |
| | Lettonia           | 100º anniversario del riconoscimento ‘de iure’ della Repubblica di Lettonia                                            | 400.000    | 5 ottobre 2021    |
| Descrizione: il 26 gennaio 1921 i diplomatici lettoni riuscirono in un’impresa epocale: le grandi potenze mondiali riconobbero de iure la Lettonia. Sebbene avesse dichiarato l’indipendenza il 18 novembre 1918, la nuova nazione fu riconosciuta solo nel 1920 dopo un periodo confuso di lotte. Il disegno riporta un’iscrizione artistica «100 LATVIJA DE IURE 2021», che include anche il nome del paese (LATVIJA) e l’anno di emissione (2021). Sull’anello esterno della moneta figurano le 12 stelle della bandiera dell’Unione europea. |                    | |            |                   |
| | Monaco             | 10º anniversario del Matrimonio di Alberto II di Monaco e Charlène Wittstock                                           | 15.000     | 6 ottobre 2021    |
| Descrizione: il disegno presenta i ritratti di profilo del Principe Alberto II e della Principessa Charlene. Nella parte superiore della moneta figura il nome del paese di emissione: «MONACO». Nella parte inferiore, a semicerchio, è riportata la dicitura «2011 MARIAGE PRINCIER 2021». Sull’anello esterno della moneta figurano le 12 stelle della bandiera dell’Unione europea. |                    | |            |                   |
| | Estonia            | Il lupo, animale nazionale dell’Estonia                                                                                | 1.000.000  | 20 ottobre 2021   |
| Descrizione: il disegno raffigura la sagoma del lupo e i contorni di una foresta. Lungo il bordo dell’anello interno sono incisi, a sinistra, il nome del paese «EESTI», a destra, l’anno di emissione «2021» e, in alto, il testo «CANIS LUPUS» (il nome scientifico del lupo). Sull’anello esterno della moneta figurano le 12 stelle della bandiera dell’Unione europea. |                    | |            |                   |
| | Slovenia           | 200º anniversario del Museo nazionale della Slovenia                                                                   | 1.000.000  | 25 ottobre 2021   |
| Descrizione: il disegno si ispira alle cinture raffigurate sulla Vače Situla – uno dei più belli artefatti di situla – un simbolo grafico delle stratificazioni storiche che il museo conserva per le generazioni future. Il disegno raffigura graficamente e con nomi differenti le fasi del museo, il primo museo sloveno, nel corso della sua storia bicentenaria. I nomi sono visualizzati con le stesse modalità delle cinture sulla Vače Situla. Sulla moneta è riportato il nome del paese «SLOVENIJA» e l’anno di emissione «2021». Sull’anello esterno della moneta figurano le 12 stelle della bandiera dell’Unione europea. |                    | |            |                   |
| | Malta              | Tarxien 6ª moneta della serie dedicata ai siti preistorici maltesi                                                     | 150.000    | 26 ottobre 2021   |
| Descrizione: il disegno raffigura un dettaglio della struttura preistorica. In alto figura l’iscrizione «TARXIEN TEMPLES 3600-2500 BC». In basso è riportato il nome del paese di emissione «MALTA» e, subito sotto, l’anno di emissione «2021». Sull’anello esterno della moneta figurano le 12 stelle della bandiera dell’Unione europea. |                    | |            |                   |
| | Città del Vaticano | 700º anniversario della scomparsa di Dante Alighieri                                                                   | 69.000     | 26 ottobre 2021   |
| Descrizione: il disegno raffigura un ritratto di Dante e il Palazzo Vecchio di Firenze. Nella parte superiore destra, in semicerchio, figura il nome del paese di emissione «CITTÀ DEL VATICANO». Nella parte inferiore figura l’iscrizione «Dante» e al di sotto gli anni «1321-2021» e il nome dell’artista «P. DANIELE». Sull’anello esterno della moneta figurano le 12 stelle della bandiera dell’Unione europea. |                    | |            |                   |
| | Belgio             | 500º anniversario dalla comparsa dell'ordinanza del secondo periodo di emissione di monete durante il regno di Carlo V | 155.000    | 27 ottobre 2021   |
| Descrizione: la moneta più famosa è il Carolus d’oro. L’uniformità e centralizzazione perseguite da Carlo V trovano espressione in questa serie di monete. Quasi 500 anni dopo l’introduzione del Carolus d’argento da parte di Carlo V, il ritratto del sovrano fu riprodotto su alcune monete in ECU. L’ECU (acronimo di European Currency Unit - Unità monetaria europea) fu il predecessore dell’euro. La faccia nazionale della moneta raffigura nella parte interna il ritratto di Carlo V e il testo «Carolus V». A sinistra è raffigurato il Carolus d’oro di 500 anni fa emesso dopo l’ordinanza del secondo periodo di emissione di monete durante il regno di Carlo V. Poiché sarà la zecca reale dei Paesi Bassi a coniare le monete, sul fondo figurano il caduceo, marchio della zecca di Utrecht, oltre allo stemma del comune di Herzele, segno del direttore della zecca del Belgio. Vi figurano inoltre le iniziali «LL» di Luc Luycx, autore del disegno della moneta. A sinistra sono riportati la sigla del paese «BE» e l’anno di emissione «2021». Sull’anello esterno della moneta figurano le 12 stelle della bandiera dell’Unione europea. |                    | |            |                   |
| | Italia             | Operatori sanitari | 5.000.000  | 19 novembre 2021  |
| Descrizione: il disegno raffigura, al centro, un uomo e una donna in camice, con la mascherina, uno stetoscopio e una cartella medica, che rappresentano i medici e gli infermieri in prima linea nella lotta contro la COVID-19. In alto la parola «GRAZIE»; a destra, il simbolo del cuore; a sinistra, una riproduzione della croce medica; al centro «RI», acronimo della Repubblica italiana; a destra «R», identificativo della Zecca di Roma; in basso a sinistra «C.M.», iniziali dell’autrice Claudia Momoni; in esergo «2021», anno di emissione della moneta. Sull’anello esterno della moneta figurano le 12 stelle della bandiera dell’Unione europea. |                    | |            |                   |
| | Slovacchia         | 100º anniversario della nascita di Alexander Dubček                                                                    | 1.000.000  | 26 novembre 2021  |
| Descrizione: il disegno raffigura il ritratto, di profilo verso sinistra, di Alexander Dubček, prominente politico slovacco, il cui tentativo di introdurre riforme liberali in Cecoslovacchia nel 1968 passò alla storia come «Primavera di Praga». Lungo il margine sinistro del cerchio interno della moneta figura il nome del paese di emissione «SLOVENSKO». Sovrapposta alla parte inferiore del ritratto è la dicitura «Alexander Dubček» (sopra il nome e sotto il cognome) seguita dagli anni della nascita «1921» e della morte «1992», l’uno sopra l’altro. Nella parte desta è riportato l’anno di emissione «2021», sotto il quale figura il marchio della zecca di Kremnica («Mincovňa Kremnica») costituito dalle lettere «MK» collocate tra due presse. Vicino al margine inferiore destro sono inserite le iniziali del disegnatore Branislav Ronai («BR»), autore della faccia nazionale della moneta. Sull’anello esterno della moneta figurano le 12 stelle della bandiera dell’Unione europea. |                    | |            |                   |
| | Andorra            | "Prendiamoci cura dei nostri anziani"                                                                                  | 70.000     | 15 dicembre 2021  |
| Descrizione: l’oggetto della moneta «CUIDEM LA NOSTRA GENT GRAN» («Prendiamoci cura dei nostri anziani») è simboleggiato dall’immagine della mano di una persona giovane che tiene nella propria un’altra mano su cui sono visibili tutti i segni dell’invecchiamento. Sotto le due mani è raffigurato uno stetoscopio. Il nome del paese di emissione «ANDORRA», sovrastato da un semicerchio in cui figurano diverse riproduzioni del virus SARS-CoV-2, rappresenta l’impegno dello Stato a impedirne la diffusione e a prestare assistenza ai propri cittadini. Il disegno riporta inoltre la data («2021») di emissione. Sull’anello esterno della moneta figurano le 12 stelle della bandiera dell’Unione europea. |                    | |            |                   |
| | Andorra            | 100º anniversario dell'incoronazione di Nostra Signora di Meritxell                                                    | 73.750     | 15 dicembre 2021  |
| Descrizione: il disegno raffigura in primo piano una riproduzione della statua romanica della Nostra Signora di Meritxell (santa patrona del Principato di Andorra) risalente all’11º e 12º secolo. In secondo piano è raffigurata una riproduzione parziale della basilica in cui è custodita la statua, un elemento grafico che simboleggia un fiore, il nome del paese di emissione «ANDORRA» e gli anni «1921-2021». Sull’anello esterno della moneta figurano le 12 stelle della bandiera dell’Unione europea. |                    | |            |                   |